# Sivan Levy
Pour les articles homonymes, voir Lévy.
Sivan Levy (hébreu : סיון לוי) est une actrice, chanteuse et réalisatrice israélienne.

## Biographie

### Enfance
Née le 4 juin 1987, dans la ville de Ramat Hasharon en banlieue Nord de Tel Aviv, Sivan Levy est initiée au monde des arts à l'âge de 12 ans lors de cérémonies et festivités à l'école primaire. Elle fut admise à la Alon School of Arts et gradua en 2007. En juillet 2005, elle intégra l'orchestre de l'Armée de défense d'Israël pendant deux ans.

### Carrière
Sivan Levy a été remarquée pour la première fois lors de la présentation d'un court-métrage de sept minutes intitulée Cherchez la femme diffusée dans le cadre de l'événement Fucking different Tel Aviv.
En 2012, elle obtient un rôle majeur dans la production franco-québécoise Inch'Allah d'Anaïs Barbeau-Lavalette . Elle incarne le rôle d'Ava, une jeune israélienne effectuant son service militaire obligatoire qui tisse des liens d'amitié avec Chloé, le personnage principal.
La même année, elle joue dans le film 6 acts produit par Jonathan Gurfingel. Elle a obtenu le prix de la meilleure actrice du Haifa International Film Festival. Sivan Levy travaille aussi sur son premier album musical.

## Filmographie

### Télévision
- 2008 : Ima'lle : Rotem
- 2008 : Room Service : Hamotal
- 2011 : Barefoot : Fanny

### Cinéma
- 2007 : Burning Mooki : Rachel Amar (Rocha Mizrachi)
- 2007 : Cherchez La Femme : Femme X
- 2009 : Joe + Belle : Belle (rôle principal) [6]
- 2010 : In the Prime of Her Life : Tirza (rôle principal)
- 2010 : Water Wells : Inka
- 2011 : Invisible : Dana
- 2012 : Une bouteille à la mer : Sivan
- 2012 : Inch'Allah : Ava [5]
- 2012 : 6 acts : Gili[7]
- 2012 : Dina et Noel : Dina
- 2013 : The End : Sivan
- 2013 : House of Wishes : Aya

## Galerie

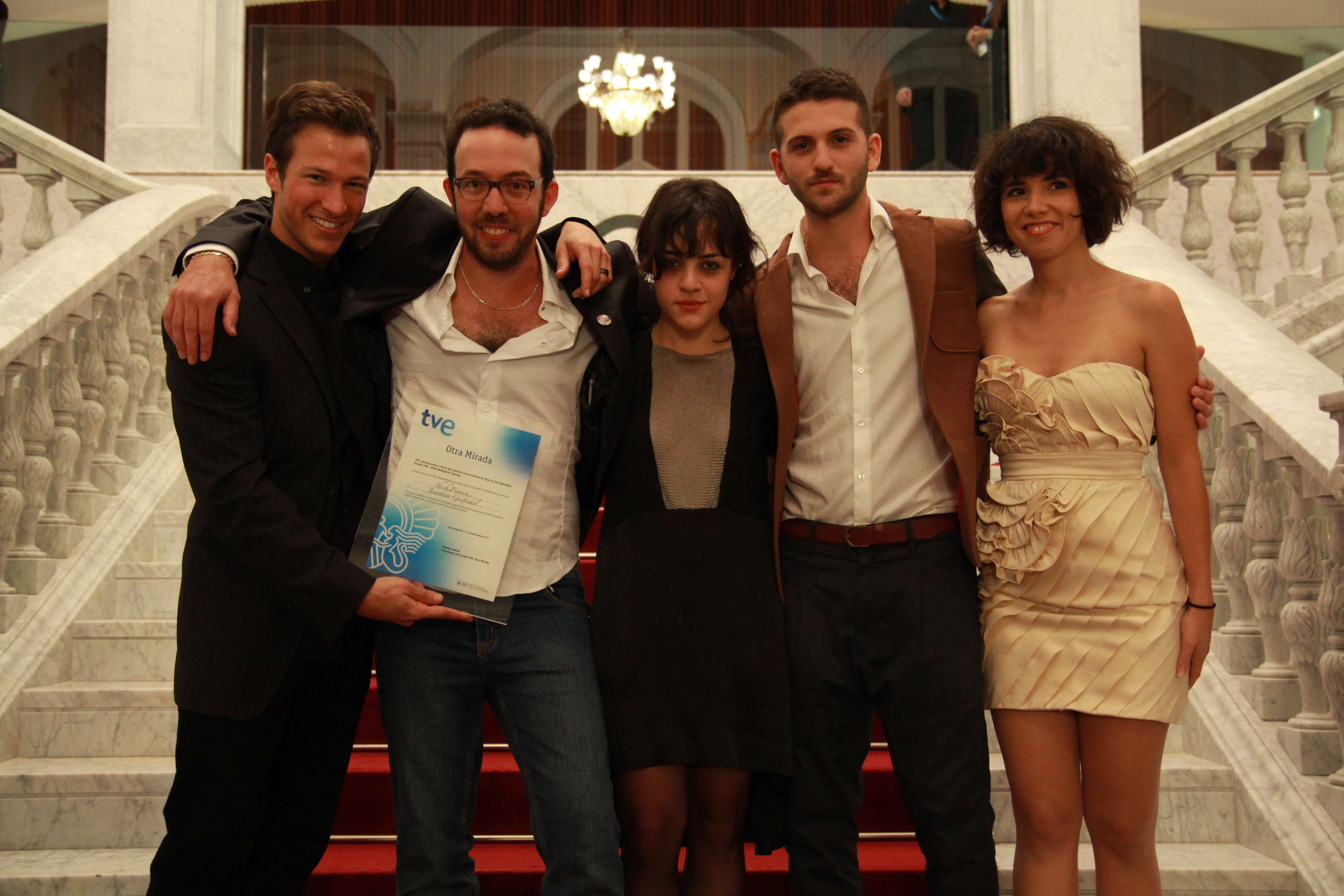
Festival international du film de Saint-Sébastien, Six Acts